# Valsjön, Närke
Valsjön är en sjö i Askersunds kommun i Närke och ingår i Motala ströms huvudavrinningsområde. Sjön har en area på 0,385 kvadratkilometer och ligger 119 meter över havet. Sjön avvattnas av vattendraget Emmesån. Vid provfiske har bland annat abborre, gers, gädda och mört fångats i sjön.

## Delavrinningsområde
Valsjön ingår i det delavrinningsområde (653231-146578) som SMHI kallar för Mynnar i Storsjön. Medelhöjden är 147 meter över havet och ytan är 26 kvadratkilometer. Det finns inga avrinningsområden uppströms utan avrinningsområdet är högsta punkten. Emmesån som avvattnar avrinningsområdet har biflödesordning 4, vilket innebär att vattnet flödar genom totalt 4 vattendrag innan det når havet efter 92 kilometer. Avrinningsområdet består mestadels av skog (82 procent). Avrinningsområdet har 0,62 kvadratkilometer vattenytor vilket ger det en sjöprocent på 2,4 procent.

## Fisk
Vid provfiske har följande fisk fångats i sjön:
- Abborre
- Gärs
- Gädda
- Mört
- Sarv